# Heydeniella leei
Heydeniella leei är en spindeldjursart som beskrevs av Wolfgang Karg 1976. Heydeniella leei ingår i släktet Heydeniella och familjen Ologamasidae. Inga underarter finns listade i Catalogue of Life.